# Média-Participations
Média-Participations es un conglomerado multimedia francés. Fundado en 1986 por Rémy Montagne, centra su actividad en la publicación de historietas, revistas, libros y coleccionables en el mercado francófono. Es el tercer grupo editorial francés en volumen de negocio y el mayor editor mundial de historieta franco-belga, como propietario de Dargaud, Dupuis y Le Lombard.

## Historia
El fundador del conglomerado es Rémy Montagne, un editor demócrata-cristiano que había sido diputado del Parlamento francés durante tres décadas. En 1981, poco después de abandonar la política, se hace cargo del semanario Famille chrétienn y funda una empresa, Groupe Ampère, a través de la cual asume el control de Mame, una editora de literatura católica.
En 1986 el grupo se transforma en Média-Participations y centra su actividad en el sector editorial con la compra de dos compañías: Fleurus, especializada en libros infantiles, y Le Lombard, responsable de numerosas series de historieta franco-belga y de la revista Tintín. Dos años más tarde adquiere Dargaud, la mayor editora francesa de cómics y propietaria de revistas como Rustica y Pilote. 
Tras la muerte del fundador en 1991, la familia de Montagne asume el control de la empresa. Média-Participations ha consolidado su posición en el mercado del cómic con la creación de un sello de manga (Kana), la compra de series clásicas como Blake y Mortimer (1992) y Lucky Luke (1999) a través de Dargaud, y la adquisición en 2004 de la editorial belga Dupuis.
En 2017 se hizo con la editorial La Martinière Groupe, propietario de los sellos Seuil y Abrams Books, para convertirse en el tercer mayor grupo editorial de Francia.

## Empresas
Média-Participations gestiona numerosas empresas del sector editorial con una cifra de negocio superior a los 550 millones de euros, lo que le convierte en el tercer mayor grupo editorial de Francia —por detrás de Hachette Livre y Editis— y en el líder del mercado de historieta franco-belga, que representa un 30% de las ventas totales del grupo. Cada editorial desarrolla con autonomía su política empresarial, su catálogo y su estrategia de comunicación.
Además, también está presente en el mercado del anime con su plataforma Animation Digital Network.
A nivel internacional gestiona sus derechos a través de la sociedad de distribución MDS.
| Historietas - Dargaud (incluye las filiales Éditions Blake et Mortimer, Lucky Comics, Kana Manga y Urban Comics) - Dupuis (incluye las filiales Marsu Productions y Vega-Dupuis) - Le Lombard Literatura - Abrams Books - Fleurus (infantil y juvenil) - Mame (catolicismo) - Mango (libros prácticos) - Michelin Éditions (Guías Michelín) - Rustica Éditions - Seuil Videojuegos - Microids - Gravity (empresa) | Revistas - Famille chrétienne (catolicismo) - Magnificat (catolicismo) - Rustica (jardinería y bricolaje) - Système D (bricolaje) - Spirou Estudios de animación - Belvision - Dargaud Media - Dupuis Audiovisuel - Ellipsanime Productions - Mediatoon - Storimages Transmisión - Télé Mélody - Animation Digital Network |